# Kundeshwar
Kundeshwar ist ein Stadtteil von Tikamgarh in der Region Bundelkhand im indischen Bundesstaat Madhya Pradesh. Während der britischen Kolonialzeit diente der Ort höheren Militärs und Zivilbeamten als Hill Station.

## Lage
Kundeshwar liegt etwa 6 km südlich vom Stadtzentrum von Tikamgarh in der Nähe des Jamani-Flusses.

## Bevölkerung und Wirtschaft
Die Bevölkerung besteht überwiegend aus Bundeli sprechenden Kleinbauern, die auf ihren Feldern Reis, Weizen, Linsen etc. anbauen. Der Tourismus spielt in der ehemaligen Hill Station kaum noch eine Rolle.

## Geschichte
Legenden und Überlieferungen zufolge existierte der Ort bereits im Mittelalter. Bauwerke oder Skulpturen aus dieser Zeit sind jedoch nicht erhalten.

## Sehenswürdigkeiten
Der Kundadev Mahadev-Tempel ist dem Hindu-Gott Shiva geweiht. Er besteht schon lange, wurde aber in den 1960er Jahren auf einem für Tempelbauten ungewöhnlichen oktogonalen Grundriss komplett neu erbaut. Oberhalb der Cella (garbhagriha) erhebt sich ein ebenfalls achteckiger Shikhara-Turm mit 4 kleinen Begleitnischen, der in einem großen Ringstein (amalaka) mit aufsitzender Vase (kalasha) endet.

## Feste
In Kundeshwar werden alljährlich drei Pilgerfeste (melas) abgehalten, bei denen früher Reinigungszeremonien im nahgelegenen Fluss eine wichtige Rolle spielten, die jedoch inzwischen den Charakter von Volksfesten angenommen haben.